# Kiss Ferenc (katona)
Kiss Ferenc (Csíkmadaras, 1825. – Merano, 1873. február 1.) katona az 1848–49-es szabadságharc idején, katonai szakíró, egyetemi tanár.

## Élete
Csíki székely határőrcsaládból származott, Csíkmadarason született, ahol apja, Kiss Sámuel akkor mint székely ezredbeli főhadnagy állomásozott. Kiss első nevelését magánnevelőtől nyerte, 15 éves korában pedig az olmützi hadapródiskolába került. Itt három év alatt befejezte tanulmányait, s mint hadapród a 34. gyalogezredbe lépett, ahol egy év múlva hadnagyi és nemsokára főhadnagyi rangot nyert. Ezzel a ranggal, mint kitűnő katonát, zászlóaljparancsnoki segédtisztül alkalmazták és 1848-ban ezredével együtt Lembergből Magyarországra érkezett. Pestre ment, ahol ezredével a magyar kormány szolgálatába állt. Az ezredparancsnok tisztikarával (Kiss és Széll József százados kivételével) a főváros mozgalmai elől Bécsbe ment; a magyar kormány új tisztikarral látta el az ezredet és a parndorfi táborba küldte. Kiss a schwechati ütközetben kitüntetvén magát, egy utászzászlóaljba osztották és 1849. május 4-én a 3. utászzászlóalj parancsnoka lett.
A magyar hadsereg egyik legjelesebb szaktisztjévé vált és egymás után nyert őrnagyi és alezredesi rangot. Különösen kitüntette magát a győri földvár építésénél, továbbá a szolnoki ütközetben és a tiszafüredi hídfő építésénél. Egyik legsikeresebb műve volt Poroszló és (Tisza)Valk helységek megerősítése, mely akkor olyan figyelmet keltett, hogy a szakférfiak ajánlatára Dembinszky maga mellé vette, mire Kiss ennek a Vogl altábornagy által vezényelt osztrák hadtest elleni minden hadműveletében részt vett. Őt küldték ki a Magyarországba vonuló orosz császári segédhadak egyike ellen utászfőnöknek, feladatául tüzetvén ki, hogy az előnyomuló hadsereg útjába minél több akadályt gördítsen. Ebbeli feladatának ügyesen megfelelt, mert gyorsan és hamarjában készített erődítések által napokig megállította az ellenséget, mint például Kapuvárnál, majd pedig oly módon rontotta meg a közlekedési vonalat, hogy az ellenségnek legtöbb idejét és erejét vette igénybe az út helyreállítása Szegedig.
A világosi fegyverletétel után osztrák fogságba került, az aradi haditörvényszék halálra ítélte, de ezt az ítéletet Julius Jacob von Haynau 16 évi várfogságra változtatta. A morvaországi Königgrätzben végül csak hat és fél évet kellett letöltenie szigorított várfogságban. (Apja, aki császári és királyi őrnagy és 1848-49-ben fogarasi várparancsnok volt, és testvérei, Kiss Antal és György, főtisztek a császári és királyi hadseregben, később honvédek, szintén várfogságot szenvedtek.) Majd kegyelmet kapván, hazájába visszatért; három évig Bethlen Olivér grófnál és Weér Sándor bihari földbirtokosnál mint magánnevelő működött. 1867-ben a közlekedési minisztériumban hivatalnoki állást foglalt el. Több katonai cikkével és röpiratával figyelmet keltvén, az egyetemen a magyar hadtani előadások tanárává nevezték ki. Ebbeli működése alatt írta az Utászszolgálati utasítást és a Katonai földrajzot; ezeket azonban nem fejezhette be; mert két utolsó évében mellbetegség szállta meg. 1872 októberében orvosai tanácsára Meranóba utazott és ott hunyt el.
Tiszteletére 1990-ben Csíkmadarason iskolát neveztek el róla.

## Főbb művei
- Elmélkedés a magyar katonai nevelés fölött tekintettel a Ludovicaeumra. (Budapest, 1869) (500 példányban nyomtatta ki és a tiszta jövedelmet a honvédrokkantak házának létesítését célzó adakozások növelésére szánta.)
- Utászszolgálati utasítás (Budapest, 1872)